# Gridiron football

Een American footballveld

Gridiron football [ˈgɹɪdaɪən ˌfʊtbɔːl] is een verzamelbegrip van balsporten, die in het bijzonder in Noord-Amerika populair zijn. De bekendste vorm hiervan is het in de Verenigde Staten gespeelde American football. In Canada is het Canadian football populairder. Andere vormen van de sport zijn het flag football en het arena football.